# Веймарский треугольник
«Веймарский треугольник» (нем. Weimarer Dreieck, пол. Trójkąt Weimarski, фр. Triangle de Weimar) — трехсторонняя региональная группа для развития сотрудничества между Польшей, Германией и Францией. Группа существует в основном в форме встреч на высшем уровне между лидерами этих трех стран и их министрами иностранных дел. Последний саммит лидеров стран «Веймарского треугольника» состоялся в Берлине 8 февраля 2022 года. Предыдущие встречи проходили в Варшаве (2011), Познани (1998), Нанси (1999, 2005) и Хамбахе (2001). Саммиты министров иностранных дел были более регулярными, по крайней мере, до 2016 года.
На саммите 2011 года, организованном президентом Польши Брониславом Коморовским, в котором приняли участие президент Франции Николя Саркози и канцлер ФРГ Ангела Меркель, главы государств обсудили вопросы возобновления регулярных встреч «Веймарского треугольника», ситуацию в Египте и улучшение отношений с Россией (среди прочих тем). И Германия, и Франция призвали Польшу присоединиться к пакту о конкурентоспособности.

## Сравнение стран
| Название                      | Польша                                                                                      | Германия                                                                     | Франция                                                   |
| Официальное название          | Республика Польша (Rzeczpospolita Polska)                                                   | Федеративная Республика Германия (Bundesrepublik Deutschland)                | Французская Республика (République française)             |
| ----------------------------- | ------------------------------------------------------------------------------------------- | ---------------------------------------------------------------------------- | --------------------------------------------------------- |
| Герб                          |                                                                                             |                                                                              |                                                           |
| Флаг                          | Польша                                                                                      | Германия                                                                     | Франция                                                   |
| Население                     | ▼ 38,383,000                                                                                | ▲ 83,222,442                                                                 | ▲ 68,084,217                                              |
| Площадь                       | 312,696 км²                                                                                 | 357,385 км²                                                                  | 643,801 км²                                               |
| Плотность населения           | 123 человека/км²                                                                            | 232,3 человека/км²                                                           | 105 человек/км²                                           |
| Гос. устройство               | Унитарная парламентская республика                                                          | Федеративная парламентская республика                                        | Унитарная смешанная республика                            |
| Столицы                       | Варшава – 1,863,056 (3,100,844 Метрополийная территория)                                    | Берлин – 3,677,472 (6,144,600 Метрополийная территория)                      | Париж – 2,102,650 (13,024,518 Метрополийная территория)   |
| Крупнейший город              | Варшава – 1,863,056 (3,100,844 Метрополийная территория)                                    | Берлин – 3,677,472 (6,144,600 Метрополийная территория)                      | Париж – 2,102,650 (13,024,518 Метрополийная территория)   |
| Официальные языки             | Польский (де-факто и де-юре)                                                                | Немецкий (де-факто и де-юре)                                                 | Французский (де-факто и де-юре)                           |
| Текущий глава правительства   | Премьер-министр Дональд Туск (Гражданская платформа; 2023— н. в.)                           | Федеральный канцлер Фридрих Мерц (ХДС; 2025 — н. в.)                         | Премьер-министр Элизабет Борн (Возрождение; 2022 — н. в.) |
| Нынешний глава государства    | Президент Анджей Дуда (Право и справедливость; 2015 — н. в.)                                | Федеральный президент Франк-Вальтер Штайнмайер (СДПГ; 2017 — н. в.)          | Президент Эмманюэль Макрон (Возрождение; 2017 — н. в.)    |
| Основные религии              | Католицизм                                                                                  | Католицизм, протестантизм                                                    | Католицизм                                                |
| Этнические группы             | 93,72 % поляки, 2,10 % силезцы, 0,59 % кашубы, 0,28 % немцы, 0,12 % украинцы, 3,19 % другие | 86,3 % немцы, 1,8 % турки, 1 % поляки, 1 % сирийцы, 1 % румыны, 8,9 % другие |                                                           |
| ВВП (номинальный)             | - ▲ $585.816 млрд (2018) (21 место) - ▲ $15,426 на душу населення (2018) (56 место)         |                                                                              |                                                           |
| Внешный долг (номинальный)    | $281.812 млрд (2019) — 47,5 % ВВП                                                           |                                                                              |                                                           |
| ВВП (ППС)                     | - ▲ $1.215 триллион (2018) (23 место) - ▲ $32,005 на душу населення (2018) (41 место)       |                                                                              |                                                           |
| Валюта                        | Польский злотый (zł) — PLN                                                                  | Евро (€) — EUR                                                               | Евро (€) — EUR                                            |
| Индекс человеческого развития | 0.872 очень высоко 34 место - 0.801 очень высокий IHDI 27 место                             |                                                                              |                                                           |